# Сговор
Сго́вор — в уголовном праве предварительная договорённость о совершении преступления. Позиция законодателей по вопросу об ответственности за сговор в случае, если преступление не было совершено, существенно различается в зависимости от страны и системы права:
- в уголовном праве РФ ответственность за сговор, если само преступление не совершено, наступает только в случае подготовки к тяжким и особо тяжким преступлениям (ст. 30 УК РФ). Во многих других случаях сговор является квалифицирующим признаком состава преступления;
- в общем праве ответственность за сговор наступает после соглашения двух (не являющихся супругами) или более лиц о совершении преступления или даже неправомерного поступка. Применение института сговора криминализирует любое групповое противоправное поведение с момента достижения договорённости об умысле;
- некоторые страны континентального права добавили институт сговора в уголовные кодексы, но, например, в Испании ответственность за сговор наступает только в момент начала совершения преступления[1].